# Abílio de Nequete
Abílio de Nequete (Fih-el-Khoura, Líbano, 15 de fevereiro de 1888 — Porto Alegre, 7 de agosto de 1960) foi um barbeiro, professor e ativista político libanês-brasileiro. Nascido em uma família de cristãos ortodoxos, imigrou para o Brasil aos 14 anos, em 1903, estabelecendo-se na cidade de São Feliciano (atualmente Dom Feliciano), distrito de Encruzilhada do Sul. Lá se tornou mascate, trabalhando junto ao seu pai, com quem teve uma relação conflituosa, inclusive politicamente, já que seu pai era federalista e Abílio aderiu ao Partido Republicano.
Mudou-se para Porto Alegre entre 1907 e 1908, onde exerceu o ofício de barbeiro. Na capital gaúcha, converteu-se ao espiritismo e aderiu ao movimento operário. Destacou-se como um dos principais líderes das grandes greves gerais de 1917 e 1919, além de ter fundado, em 1918, a União Maximalista de Porto Alegre, grupo que mais tarde faria parte da fundação do Partido Comunista do Brasil (PCB) em 1922, partido do qual Nequete foi Secretário Geral até 1923.
Afastado do PCB, Abílio de Nequete se reaproximou do republicanismo e passou a demonstrar um interesse pela tecnocracia, interpretando-a através de uma teoria política própria e criando uma religião correspondente, o evidentismo. Tornou-se professor na Escola de Comércio e faleceu em agosto de 1960, vítima de uma enfermidade.

## Primeiros anos
Abílio de Nequete nasceu em 15 de fevereiro de 1888 na aldeia de Fih-el-Khoura, no norte do Líbano, com o nome de Abdo Nakt, no seio de uma família cristã ortodoxa. Sua mãe morreu algum tempo depois do seu nascimento e aos dois anos de idade seu pai, Miguel Nakat, imigrou para o Brasil. Nequete ficou com uma irmã mais velha, que também imigraria alguns anos depois. Aos 14 anos, em 1903, sem notícias do pai, ele decidiu viajar a fim de encontrá-lo, embarcando em um navio cargueiro em direção ao Brasil.
Chegando à cidade de Rio Grande, Nequete entrou em contato com a comunidade árabe local e, com as informações que obteve, se dirigiu para São Feliciano (atualmente Dom Feliciano), distrito de Encruzilhada do Sul. Neste local, Abílio de Nequete se tornou mascate, trabalhando junto a seu pai. Abílio teve uma relação conflituosa com o pai, inclusive politicamente, já que Miguel era federalista e Abílio aderiu ao Partido Republicano. Entre 1907 e 1908, Abílio mudou-se para Porto Alegre, onde aprendeu o ofício e começou a exercer a profissão de barbeiro. Na capital gaúcha, Nequete foi viver na Rua Conde de Porto Alegre, localizada no Quarto Distrito, núcleo industrial da cidade onde viviam os operários fabris. Em Porto Alegre, converteu-se ao espiritismo e passou a militar no movimento operário.

## Militância no movimento operário
Em 1917, Abílio de Nequete presenciou uma série de violências populares contra os imigrantes alemães em Porto Alegre, por ocasião da campanha pela entrada do Brasil na Primeira Guerra Mundial. Tais violências o deixaram comovido, lhe convencendo da necessidade de organizar a população.  Em agosto do mesmo ano, exerceu um papel central na Liga de Defesa Popular (LDP), articulada durante a greve geral. Nequete tornou-se editor do periódico A Epocha, órgão da LDP. Sua condição de barbeiro fez de Abílio um sujeito conhecido e com capacidade de articular contatos pessoais, e seu interesse por questões filosóficas lhe conferiu um status especial, como um trabalhador letrado a quem poderia ser confiada a editoria de um jornal.
Com o fim da greve geral, Nequete partiu, em dezembro de 1917, para uma iniciativa pessoal de militância, distribuindo panfletos entre os militares de baixa patente, numa tentativa de aproximá-los dos operários. Um de seus panfletos, chamado “Ao povo rio grandense”, apresentava uma retórica bastante nacionalista, que procurava sensibilizar os soldados da situação da classe trabalhadora, sugerindo que estes suspendessem o pagamento dos seus aluguéis, para doar 5% da quantia para a Cruz Vermelha Brasileira e para o desenvolvimento da aviação. As autoridades consideraram tal atividade como subversiva e foi aberto um Inquérito Policial Militar contra Nequete.
Sob o impacto da Revolução Russa, Nequete passou a atuar com os anarquistas da União Operária Internacional (UOI) em 1918, entrando em conflito com estes, pois algumas de suas concepções, como sua fé espírita, se chocavam contra o ateísmo dos militantes da UOI. Devido a estes atritos, Nequete decidiu sair da União Operária Internacional para fundar, com Francisco Merino e Otávio Hengist, a União Maximalista, em novembro do mesmo ano. Em suas memórias, Nequete afirmou que, por conta de sua origem cristã ortodoxa, havia se solidarizado com a Rússia e que sofrera muito com as suas derrotas. Quando os bolcheviques assumir o poder, ele passou a admirar a Rússia Soviética, aderindo a seus ideais. A União Maximalista é considerada uma das primeiras organizações comunistas do Brasil, atuando entre os sindicatos e organizando greves operárias.
Em 1919, a atuação da União Maximalista na paralisação dos marceneiros e metalúrgicos, fez com que a associação ganhasse novos adeptos, entre os quais Carlos Tóffolo, presidente da União Metalúrgica de Porto Alegre. Ao longo do ano, a União Maximalista se tornou uma das principais organizações políticas operárias da capital gaúcha, com Nequete participando das reuniões da Federação Operária do Rio Grande do Sul (FORGS) — então sob a hegemonia dos anarquistas da UOI —, mas também se relacionando com os militantes do Sindicato da Força e Luz, liderados por Orlando de Araújo Silva, rival dos anarquistas da FORGS. No mesmo ano, Nequete envolveu-se em uma greve violenta iniciada em setembro pelos trabalhadores da Força e Luz, que logo contou com a adesão dos padeiros, carroceiros e trabalhadores da companhia telefônica. Os grevistas organizaram um comício para o dia 7, a ser realizado na Praça Montevidéu, porém a polícia proibiu a sua realização. O advogado da FORGS, por sua vez, consultou a Constituição Federal e julgou legal o comício. Quando o número dos presentes se elevava para cerca de 500, irrompeu um conflito entre os grevistas e a brigada militar, que resultou na morte de um operário. No dia 8, tropas da brigada militar, sob as ordens do governador, invadiram as sedes da FORGS, do Sindicato da Força e Luz e da União Metalúrgica e seus dirigentes foram encarcerados, entre eles Abílio de Nequete.
Depois deste episódio, a repressão se intensificou sobre os operários organizados de Porto Alegre. Neste momento, no entanto, Abílio de Nequete e a União Maximalista aumentaram sua presença na FORGS. Nequete chegou a escrever uma coluna no periódico O Syndicalista, da FORGS, no qual escrevia sob o pseudônimo Máximo Evidente. Em outubro de 1919, Nequete também participou de uma reunião das lideranças operárias do estado com um dos redatores do periódico A Plebe, que viera de São Paulo para conseguir a adesão dos militantes gaúchos a uma insurreição que iniciaria na capital paulista e envolveria organizações operárias de várias regiões do país. Abílio ficou com a incumbência de viajar até a zona sul do estado para decretar uma greve geral em Pelotas e Rio Grande. Os planos insurrecionais falharam após a explosão de uma bomba na residência de José Prol, no Bairro do Brás, que serviu como justificativa para a prisão de diversos militantes do movimento operário e deportação de anarquistas estrangeiros, entre eles Gigi Damiani e Everardo Dias. O movimento não se alastrou, e Abílio aproveitou sua viagem para recolher endereços de publicações marxistas argentinas.
Em 1920, Abílio de Nequete, junto de Friedrich Kniestedt e Carlos Tófollo, participaram do 2º Congresso Operário Regional. Neste Congresso, Nequete apresentou uma proposta de adesão da FORGS à Internacional Comunista (Comintern), entrando em choque com o anarquista Friedrich Kniestedt, que foi contra sua aprovação. A proposta foi rejeitada, de modo que a União Maximalista afastou-se da FORGS e a Abílio passou a articular-se com os grupos comunistas que se constituíam no Brasil e nos países platinos.
Em princípios de 1921, Nequete entrou em contato com o periódico Justícia, do Partido Socialista do Uruguai (PSU), e nele se informou do debate sobre a adesão daquele grupo à Internacional Comunista. Ao saber disso, Abílio de Nequete estabeleceu correspondência com o deputado Celestino Mibelli, que era favorável à adesão imediata, o que resultou na troca de informações e na criação de um laço da União Maximalista com os comunistas do Uruguai. De forma concomitante, Nequete estabeleceu correspondência com o Grupo Comunista do Rio de Janeiro, mudando o nome da União Maximalista para Grupo Comunista de Porto Alegre. Em fevereiro de 1922, Abílio de Nequete foi chamado à capital uruguaia encontrou-se com um delegado soviético para a América Latina, o russo-argentino Alex Alexandrovsky. Em sua estada em Montevidéu, Nequete produziu um relatório, bastante pessimista, sobre o movimento operário brasileiro em que culpava a repressão e a ação da militância anarquista pela desorganização do movimento operário. Abílio voltou do Uruguai com a incumbência de ativar seus contatos com os outros grupos do país para fundar um Partido Comunista no Brasil.

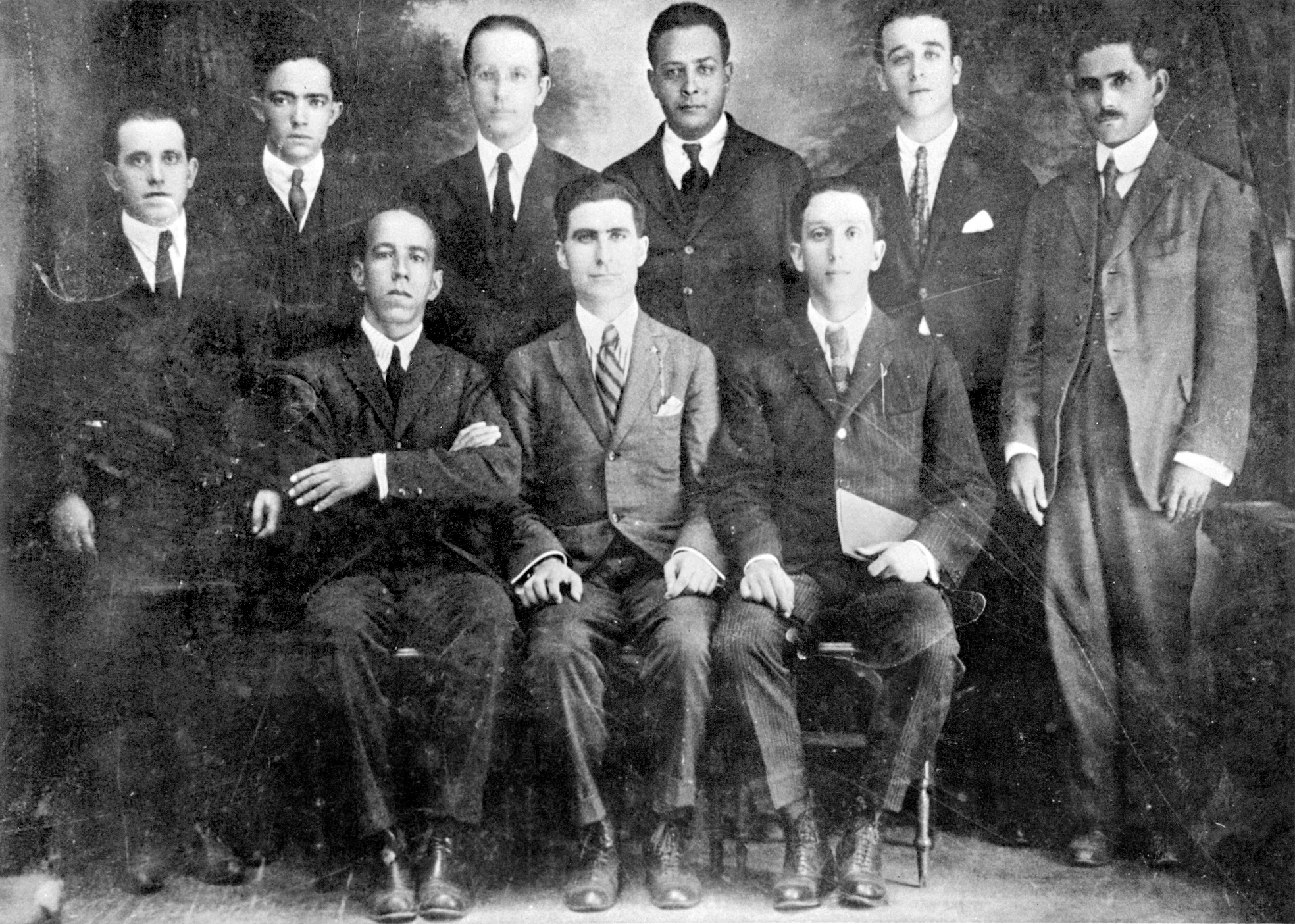
Abílio de Nequete, ao centro, junto aos outros fundadores do Partido Comunista do Brasil (PCB), em 1922.

Entre os dias 25 e 27 de março de 1922, junto a outros nove delegados provenientes de Porto Alegre, Recife, São Paulo, Cruzeiro, Niterói e Rio de Janeiro, Abílio de Nequete participou da fundação do Partido Comunista do Brasil (PCB). Segundo Astrogildo Pereira, Nequete havia dado "uma grande contribuição para a fundação do Partido", de modo que sugeriu seu nome para o posto de Secretário Geral, considerando a importância de seus contatos com os comunistas uruguaios e com a Agência de Propaganda para a América do Sul da Internacional Comunista.
Apesar de ocupar um cargo importante dentro do Partido, Nequete teve uma convivência conturbada com seus membros. Após a interrupção de uma reunião do PCB pela polícia, Abílio renunciou ao cargo. Nas suas memórias, ele afirmou ter se desgostado com o preço do aluguel pago pela sede do Partido, a falência da sua tipografia, o sumiço do dinheiro a ser enviado para os flagelados da Rússia, e, principalmente, com a orientação política de seus companheiros, tendo em vista que boa parte dos membros do PCB eram, naquele momento, ex-anarquistas e ainda carregavam consigo muito de suas concepções libertárias. Em 1923, quando já havia se afastado do cargo de Secretário Geral, o PC do Uruguai lhe pediu um relatório sobre o comunismo no Brasil, ocasião em que transcreveu todas estas denúncias. Como resposta, a comissão executiva do PCB encarregou Octávio Brandão de preparar outro relatório, sobre a atitude de Nequete, que acabou sendo expulso como traidor. Brandão chegou a chamá-lo de "charlatão, covarde e fanfarrão", e afirmou que apenas após a sua expulsão do Partido é que houve progresso da organização em Porto Alegre.  Em suas memórias, no entanto, Nequete afirmou ter deixado o comunismo após receber a notícia da derrota eleitoral dos trabalhistas britânicos, o que o teria convencido de que o operariado não era uma classe revolucionária.

## Afastamento do movimento operário e últimos anos
Depois de sua saída do PCB, Nequete volta a se aproximar do Partido Republicano Rio-Grandense (PRR). De qualquer forma, em um panfleto de 1924, mesmo estando fora do PCB, conclamava os “companheiros comunistas” a votar na chapa republicana em maio daquele ano. O apoio teria mais um caráter moral do que oficial, mas com isso se esperava apoio para a libertação de Leopoldo Silva, preso durante a greve de 1919, além de visar um espaço no periódico A Federação, órgão do PRR, para a divulgação das ideias comunistas, enquanto estes não editavam um jornal próprio. Apoiou Borges de Medeiros e aderiu à Liga dos Operários Republicanos em 1925.
Nesse período, passou a demonstrar certo interesse pela tecnocracia. Em 1925, quando escrevia no jornal A Evolução, da Liga dos Operários Republicanos, ele já não considerava mais os operários dignos de atenção. Em um artigo em que tentava rebater o historiador Aurélio Porto sobre a questão do imposto único, ele afirmou, depois de elogiar o papel dos técnicos na sociedade, que “um exame assim desapaixonado, levou-me a considerar os técnicos como os únicos produtores, os únicos sustentadores de tudo, considerando os trabalhadores manuais como os mesmos parasitas”. As suas novas ideias foram desenvolvidas em um livro lançado em 1926, chamado A technocracia: O V estado. Neste livro, cuja estrutura era semelhante ao Manifesto Comunista de Karl Marx e Friedrich Engels, Nequete defendeu a ideia de uma evolução da humanidade em cinco estágios, iniciando pelas civilizações antigas, passando pela fase feudal, que seria superada pelo capitalismo e esta, por sua vez, pelo comunismo, que por fim seria substituído pelo estado tecnocrático, em que os técnicos deveriam ser os responsáveis pela reorganização da sociedade. Em 1927, fundou um Partido Tecnocrata, que, no entanto, recebeu apenas 15 votos nas eleições estaduais.
Abílio de Nequete logo abandonou a profissão de barbeiro e se tornou professor na Escola de Comércio. A partir da década de 1940, ele se dedicou a desenvolver a face espiritual da tecnocracia, o evidentismo, doutrina religiosa que ligava a evolução espiritual à evolução social da humanidade, em seus Extratos evidentinos. Sua doutrina, no entanto, não deixou seguidores. Nequete veio a falecer em agosto de 1960, vítima de uma enfermidade.